# The Call (film)
The Call is een Amerikaanse thriller uit 2013 met in de hoofdrol Halle Berry.

## Thema
Een alarmnummertelefoniste wordt gebeld door een ontvoerd meisje.

## Rolverdeling
- Halle Berry - Jordan Turner
- Abigail Breslin - Casey Welson
- Morris Chestnut - Officer Paul Phillips
- Michael Eklund - Michael Foster
- Michael Imperioli - Alan Denado
- David Otunga - Officer Jake Devan